# Marcello Crescenzi
Marcello Crescenzi (Roma, 27 de outubro de 1694 - Ferrara, 24 de agosto de 1768) foi um cardeal italiano do século XVIII.

## Biografia
Nasceu em Roma em 27 de outubro de 1694. De uma família antiga e ilustre. Segundo filho do Marquês Giovanni Battista Crescenzi, signore de Castel Montorio, e Ortensia Serlupi.
Educação inicial em casa; mais tarde, estudou na Universidade La Sapienza, em Roma, onde obteve o doutorado in utroque iure, direito canônico e civil, em 17 de maio de 1721.
Ordenado em 16 de março de 1720. Cânon do capítulo da basílica patriarcal vaticana, Roma, 5 de janeiro de 1721. Prelado doméstico do Papa Inocêncio XIII. Referendário dos Supremos Tribunais da Assinatura Apostólica da Justiça e da Graça, 21 de agosto de 1721. Relator da Sagrada Congregação do Bom Governo. Presidente da Câmara Apostólica, 13 de setembro de 1724. Relator da Sagrada Congregação do Bom Governo, 1725. Vigário da basílica de S. Maria em Trastevere, Roma. Auditor da Sagrada Rota Romana, outubro de 1726; tomou posse em 16 de maio de 1727.
Eleito arcebispo titular de Nazianzo, em 14 de julho de 1739. Nomeado núncio na França, em 30 de julho de 1739. Consagrado em 10 de agosto de 1739, igreja de S. Maria em Vallicella, Roma, pelo cardeal Antonio Saverio Gentili, assistido por Carlo Alberto Guidobono Cavalchini, arcebispo titular de Filippi, e por Cristoforo Almeida, arcebispo titular de Perga. Assistente do Trono Pontifício, 10 de agosto de 1739. Vice-legado em Avinhão, de 8 a 18 de setembro de 1739.
Criado cardeal-presbítero no consistório de 9 de setembro de 1743; o papa enviou-lhe o barrete vermelho com um breve apostólico datado de 20 de setembro de 1743; recebeu o chapéu vermelho em 5 de dezembro de 1743; e o título de S. Maria em Traspontina, 16 de dezembro de 1743. Legado em Ferrara, 23 de setembro de 1743; tomada de posse em 30 de janeiro de 1744; a legação foi prorrogada por um triênio em 27 de junho de 1746. Transferida para a sé de Ferrara em 22 de agosto de 1746. Participou do conclave de 1758, que elegeu o Papa Clemente XIII. Legado em Ferrara por um triênio, 13 de julho de 1761; a legação foi prorrogada por mais um triênio até 1766; ocupou o cargo até que o cardeal Girolamo Spinola o substituiu em janeiro de 1768.
Morreu em Ferrara em 24 de agosto de 1768, às 2 horas da manhã, de febre alta e pneumonia, após receber os últimos sacramentos. Seu corpo foi embalsamado e exposto na catedral arquiepiscopal de Ferrara, onde ocorreu o solene funeral em 28 de agosto; e sepultado naquela catedral.